# TV18
TV18 Broadcast Limited (anteriormente Global Broadcast News e IBN18 Broadcast Limited ) é uma entidade indiana pertencente ao Network18 Group com sede em Mumbai. A TV18 possui e opera vários canais do grupo NBCUniversal para os telespectadores indianos, como CNBC TV18, CNBC Awaaz e CNBC-TV18 Prime HD, bem como o canal da WarnerMedia - CNN-News18.
No espaço regional, o grupo opera um canal de notícias de negócios de Gujarati, CNBC Bajar, um canal de notícias gerais em marata, News18 Lokmat e opera dez canais de notícias regionais sob o guarda-chuva News18 e 3 canais regionais de entretenimento sob a marca News18. O grupo também opera um canal de notícias indiano 24 horas em inglês, News18 India, visando audiências globais.
Em 31 de janeiro de 2018, a TV18 aumentou sua participação na joint venture Viacom18 para 51% assumindo o controle operacional.

## Canais
| Canal                              | Lançamento | Linguagem      | Categoria | Disponibilidade em SD/HD | Notas                                                        |
| ---------------------------------- | ---------- | -------------- | --------- | ------------------------ | ------------------------------------------------------------ |
| News18 India                       | 2005       | Hindi          | Notícia   | SD                       |                                                              |
| CNBC Awaaz                         | 2005       | Hindi          | Notícia   | SD                       |                                                              |
| News18 Rajasthan                   | 2000       | Hindi          | Notícia   | SD                       | Anteriormente conhecido como ETV Rajasthan                   |
| News18 Uttar Pradesh Uttarakhand   | 2002       | Hindi          | Notícia   | SD                       | Anteriormente conhecido como ETV Uttar Pradesh Uttarakhand   |
| News18 Madhya Pradesh Chhattisgarh | 2002       | Hindi          | Notícia   | SD                       | Anteriormente conhecido como ETV Madhya Pradesh/Chhattisgarh |
| News18 Bihar-Jharkhand             | 2002       | Hindi          | Notícia   | SD                       | Anteriormente conhecido como ETV Bihar/Jharkhand             |
| News18 Punjab Haryana Himachal     | 2014       | Hindi, Panjabi | Notícia   | SD                       | Anteriormente conhecido como ETV Haryana/Himachal Pradesh    |
| CNN-News18                         | 2005       | Inglês         | Notícia   | SD                       |                                                              |
| CNBC-TV18                          | 1999       | Inglês         | Notícia   | SD+HD                    |                                                              |
| News18 Assam-North East            | 2016       | Assamês        | Notícia   | SD                       |                                                              |
| News18 Bangla                      | 2014       | Bengali        | Notícia   | SD                       | Anteriormente conhecido como ETV News Bangla                 |
| News18 Gujarati                    | 2014       | Guzerate       | Notícia   | SD                       | Anteriormente conhecido como ETV News Gujarati               |
| CNBC Bajar                         | 2014       | Guzerate       | Notícia   | SD                       |                                                              |
| News18 Kannada                     | 2014       | Canarês        | Notícia   | SD                       | Anteriormente conhecido como ETV News Kannada                |
| News18 Kerala                      | 2015       | Malaiala       | Notícia   | SD                       |                                                              |
| News18 Lokmat                      | 2008       | Marata         | Notícia   | SD                       |                                                              |
| News18 Odia                        | 2015       | Oriá           | Notícia   | SD                       | Anteriormente conhecido como ETV News Odia                   |
| News18 Tamil Nadu                  | 2015       | Tâmil          | Notícia   | SD                       |                                                              |
| News18 Urdu                        | 2001       | Urdu           | Notícia   | SD                       | Anteriormente conhecido como ETV Urdu                        |